# Arachniodes × pseudohekiana
Arachniodes × pseudohekiana là một loài dương xỉ lai ghép thuộc họ Dryopteridaceae. Loài này được Satoru Kurata mô tả khoa học đầu tiên năm 1968.